# Badia de Kotzebue

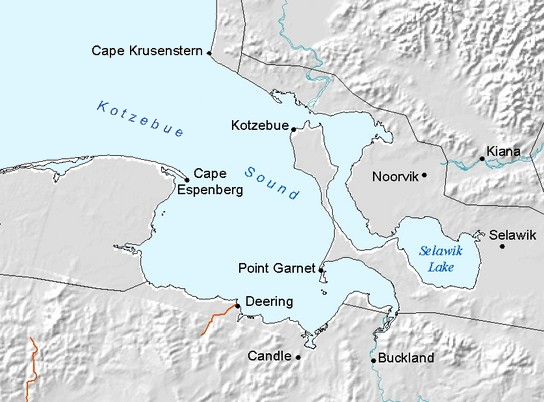
Mapa de la badia de Kotzebue.

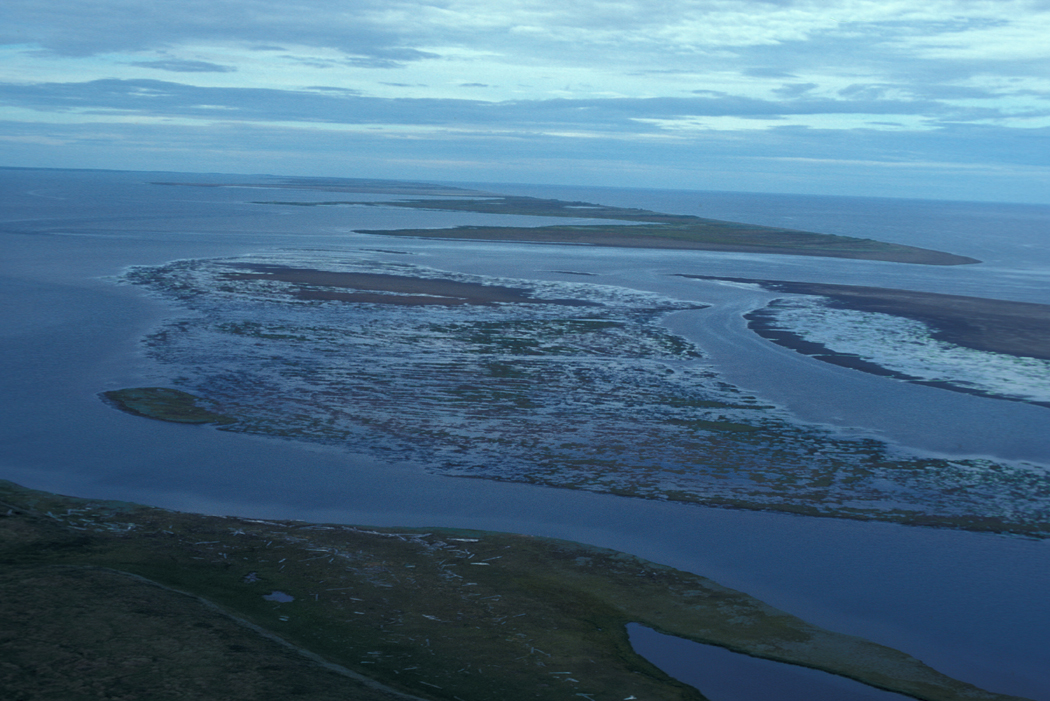
Illes barrera i llacunes al Cap Espenberg

La badia de Kotzebue (en anglès Kotzebue Sound) és un braç del mar dels Txuktxis, a l'oest de l'estat d'Alaska.

## Geografia
La badia es troba limitada al sud per la península de Seward, a l'oest per la península de Baldwin i al nord pel continent. La península de Baldwin delimita al seu interior una zona més arrecerada, la del Hothan Inlet, que comunica amb el llac Selawik. Fa 160 km de llarg per 110 d'ample. A les seves ribes hi ha les viles de Kotzebue (3.152 hab. el 2007), Kiwalik i Deering (140 hab.). A la badia hi van a parar els rius Noatak (675 km), Selawik (225 km) i Kobuk (451 km).
Dins de la badia s'estén la península de Baldwin, d'uns 72 km de llarg i entre 2 i 19 d'ample. Al seu extrem hi ha la vila de Kotzebue.
La major part de les seves ribes estan protegides: la part nord pertany al Monument Nacional del Cap Krusenstern; la part central a la Reserva Nacional del Noatak i al Parc Nacional de la Vall del Kobuk; i la part meridional pertany a la Reserva Nacional del Pont Terrestre de Bering. Les petites illes de Chamisso i Puffin es troben incloses dins la Chamisso Wilderness, establerta el 1975.
La badia de Kotzebue es troba en una zona climàtica de transició, amb hiverns llargs i freds i estius frescos. La temperatura mitjana del gener, el mes més fred, és de -24 °C, mentre la del juliol, el més calorós és de 14 °C. La badia es troba lliure de gels de principis de juliol fins a principis d'octubre.

## Història
Hi ha evidències arqueològiques que els inupiaq han viscut en aquesta regió com a mínim des del segle xv. La zona de l'actual ciutat de Kotzebue va ser ocupada molt aviat, ja que degut a la seva ubicació, era un centre de comerç i recol·lecció de tota la zona. Els rius Noatak, Selawik i Kobuk formen un centre pel transport als punts de l'interior.
Aquesta zona va ser explorada i batejada el 1816 per l'explorador germànic del Bàltic Otto von Kotzebue, mentre realitzava una expedició a la recerca del pas del nord-oest al servei de Rússia. El 1826 explorà la zona el capità de la Royal Navy Frederick William Beechey, que batejà el Hotham Inlet.

## Fauna
Hi ha una gran varietat d'aus a la badia de Kotzebue, entre les quals destaquen el fraret crestat, la calàbria agulla i la calàbria petita.
La badia és un bon lloc per observar l'os polar, Ursus maritimus. De fet, l'os polar més gran mai observat, amb un pes d'una tona, fou en aquesta badia.